# Реактор III покоління

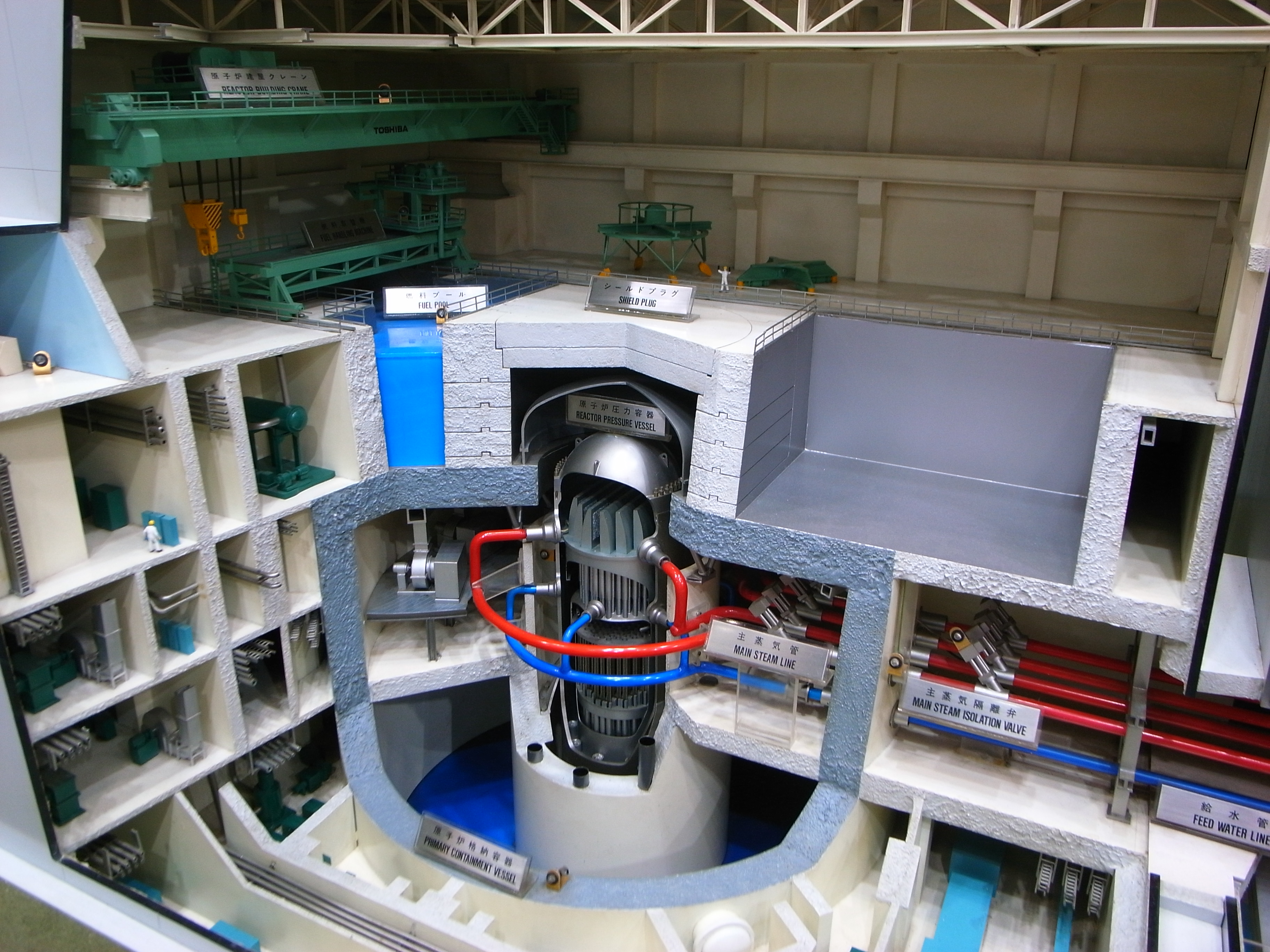
Модель Toshiba ABWR, який став першим діючим реактором III покоління в 1996 році

Реа́ктори III поколі́ння — це клас ядерних реакторів, призначених для заміни реакторів II покоління, які включають еволюційні вдосконалення конструкції. До них належать удосконалена технологія палива, вищий термічний ККД, значно покращені системи безпеки (включно з пасивною ядерною безпекою) та стандартизовані конструкції, призначені для зменшення витрат на технічне обслуговування та капітальних витрат. Їх просуває Generation IV International Forum (GIF).
Першими реакторами третього покоління, які почали працювати, були сучасні реактори з киплячою водою Касівадзакі 6 і 7 (ABWR) у 1996 і 1997 роках. З 2012 року обидва зупинено через менш сприятливу політичну обстановку після аварії на АЕС у Фукусімі. Через тривалий період застою в будівництві нових реакторів і дальшу (хоч і знижену) популярність проєктів покоління II/II+ у новому будівництві споруджено відносно мало реакторів третього покоління.